# Синьбэйтоу (станция метро)
«Синьбэйтоу» (англ. Xinbeitou; кит. 新北投) — конечная станция ветки Синьбэйтоу Тайбэйского метрополитена. Станция открыта 28 марта 1997 года. Находится на территории района Бэйтоу в Тайбэе. Следующая станция — «Бэйтоу».

## Техническая характеристика
Станция «Синьбэйтоу» — эстакадная с островной платформой. На станции есть один выход, оснащенный эскалаторами. Также есть лифт для пожилых людей и инвалидов. На станции установлены автоматические платформенные ворота.

## Близлежащие достопримечательности
Недалеко от станции находятся парк геотермальных источников Бэйтоу и музей геотермальных источников. Также от станции ходит автобус до живописного парка Гуйцзыкэн.